# Rushden & Diamonds FC
A Rushden & Diamonds Football Club egy már megszűnt angliai labdarúgóklub volt  Irthlingborough városában, Northampton közelében.
2011 júliusában egy szurkolói csoport hozta létre az AFC Rushden & Diamonds együttesét, amely nem számít jogutódjának.

## Sikerek
- Football Conference bajnok: 2000-01

## Híres játékosok
- Simeon Jackson
- Onandi Lowe

## Fordítás
- Ez a szócikk részben vagy egészben  a   Rushden & Diamonds F.C. című angol Wikipédia-szócikk fordításán alapul.  Az eredeti cikk szerkesztőit annak laptörténete sorolja fel. Ez a jelzés csupán a megfogalmazás eredetét és a szerzői jogokat jelzi, nem szolgál a cikkben szereplő információk forrásmegjelöléseként.